# 小川内潤
小川内 潤（おがわうち じゅん、1979年1月11日 - ）は、日本のプロレスラー、元リングアナウンサー。

## 経歴
闘龍門の8期生（同期は近藤修司、菅原拓也、高木省吾らがいる）としてメキシコへ渡り、T2Pのメンバーとして2001年5月18日に対近藤修司戦でデビュー。T2Pメンバーとして闘龍門JAPANの巡業に帯同してTARUとのシングルで対戦。敗れはしたものの、TARUや他のCRAZY-MAXのメンバーから健闘を評価される。しかし、ケガで欠場中にT2Pは解散してしまう。そのため、T2PのメンバーはJAPANに編入されて復帰した小川内はCIMAらにC-MAXへ勧誘されてT2Pを解散に追い込んだJAPAN勢を逆恨みしていたことから一旦はを拒否するが、最終的にC-MAXへ加入してリングネームをJUNへ改名する。その後は同期のライバルである近藤らと抗争を行い将来を嘱望されていたものの椎間板ヘルニアを患い欠場、2004年に引退する。
引退後はDRAGON GATEには追随せず、Dragondoorでリングアナウンサーとして復帰、ライブドア問題を受けて団体がプロレスリングElDoradoとなった後は海賊船長のギミックでリングアナウンサーを務める。
2009年10月20日プロレスリングSECRET BASE新木場1stRING大会で復帰して約5年ぶりとは思えないキープされた肉体と動きを披露。その後、SECRET BASEで本格的に現役復帰。復帰以降は九州在住となっており、SECRET BASEには限定的な参戦となっている。

## 得意技
シャンドラの灯
クアッケンドライバーIVと同型。
鬼風車
朧車
キドクラッチと同型。
黒縄
万雷
雷迎
雷音
旋
左手で掴んだ相手の右腕を捻り上げて右膝の裏に左足で蹴りを見舞って相手に膝をつかせて左足を軸にして自身の体を左方向へと軽く捻って相手の右腕の上に右足で跨いで掴んでいた腕を離して自身の体を左方向へとさらに軽く捻りながらジャンプして顔面を振り抜いた右足の甲で蹴り飛ばす。
バズソーキック
仰向けになった相手の上半身を起こして相手の左側頭部を振り抜いた右足の甲で蹴り飛ばす。
トラースキック
各種キック

## タイトル歴
- 英連邦ジュニアヘビー級王座
- GWC認定タッグ王座
- CAPTAIN OF THE SECRET BASE無差別級王座